# Monte Hayes
Il Monte Hayes è una montagna dell'Alaska, Stati Uniti, di 4.216 metri, tra le cime maggiori della Catena dell'Alaska. Fu scalato per la prima volta da Bradford Washburn, Barbara Washburn, Benjamin Ferris, Sterling Hendricks, Henry Hall e William Shand nel 1941. Non viene frequentemente scalato perché difficile da raggiungere. È la 51ª montagna in ordine di prominenza topografica.